# Transconductància
La transconductància (per a la conductància de transferència), també anomenada poc freqüentment conductància mútua, és la característica elèctrica que relaciona el corrent elèctric a través de la sortida d'un dispositiu amb la tensió a l'entrada d'un dispositiu. La conductància és el recíproc de la resistència.
La transadmissió (o admitància de transferència) és l'equivalent AC de la transconductància.

## Definició

Model de dispositiu de transconductància

La transconductància es denota molt sovint com una conductància, gm, amb un subíndex, m, per a mutu. Es defineix de la següent manera:
{\displaystyle g_{\text{m}}={\frac {\Delta I_{\text{out}}}{\Delta V_{\text{in}}}}}
Per a un corrent altern de senyal petit, la definició és més senzilla:
{\displaystyle g_{\text{m}}={\frac {i_{\text{out}}}{v_{\text{in}}}}}
La unitat SI per a la transconductància és el siemens, amb el símbol S, com en la conductància.

## Transresistència
La transresistència (per a la resistència de transferència), també anomenada amb poca freqüència com a resistència mútua, és el dual de la transconductància. Es refereix a la relació entre un canvi de tensió en dos punts de sortida i un canvi de corrent relacionat a través de dos punts d'entrada, i es denota com rm :
{\displaystyle r_{\text{m}}={\frac {\Delta V_{\text{out}}}{\Delta I_{\text{in}}}}}
La unitat SI per a la transresistència és simplement l'ohm, com en la resistència.
La transimpedància (o, la impedància de transferència) és l'equivalent AC de la transresistència i és el dual de la transadmittància.

## Dispositius

### Tubs de buit
Per als tubs de buit, la transconductància es defineix com el canvi en el corrent de la placa (ànode) dividit pel canvi corresponent en la tensió de xarxa/càtode, amb una tensió constant de placa (ànode) a càtode. Els valors típics de gm per a un tub de buit de senyal petita són d'1 a 10 mS. És una de les tres constants característiques d'un tub de buit, les altres dues són el seu guany μ (mu) i la resistència de la placa rp o ra. L'equació de Van der Bijl defineix la seva relació de la següent manera:
{\displaystyle g_{\mathrm {m} }={\frac {\mu }{r_{\mathrm {p} }}}}

### Transistors d'efecte de camp
De la mateixa manera, en els transistors d'efecte de camp, i en els MOSFET en particular, la transconductància és el canvi en el corrent de drenatge dividit pel petit canvi en la tensió porta-font amb una tensió drenatge-font constant. Els valors típics de gm per a un transistor d'efecte de camp de senyal petit són 1 a 30 mS.
Utilitzant el model de Shichman-Hodges, la transconductància del MOSFET es pot expressar com
{\displaystyle g_{\text{m}}={\frac {2I_{\text{D}}}{V_{\text{OV}}}},}
on ID és el corrent de drenatge de CC al punt de polarització i VOV és la tensió d'overdrive, que és la diferència entre la tensió de la porta-font del punt de polarització i la tensió de llindar (és a dir, VOV ≡ VGS – Vth ).
A més, la transconductància per a la unió FET ve donada per
{\displaystyle g_{\text{m}}={\frac {2I_{\text{DSS}}}{|V_{\text{P}}|}}\left(1-{\frac {V_{\text{GS}}}{V_{\text{P}}}}\right),}
on VP és la tensió de pinchoff i IDSS és el corrent de drenatge màxim.

### Transistors bipolars
El gm dels transistors bipolars de petit senyal varia àmpliament, sent proporcional al corrent del col·lector. Té un rang típic d' 1 a 400 mS. El canvi de tensió d'entrada s'aplica entre la base/emissor i la sortida és el canvi en el corrent del col·lector que flueix entre el col·lector/emissor amb una tensió constant del col·lector/emissor.
La transconductància del transistor bipolar es pot expressar com
{\displaystyle g_{\mathrm {m} }={\frac {I_{\mathrm {C} }}{V_{\mathrm {T} }}}}
on IC és el corrent del col·lector de CC al punt Q i VT és la tensió tèrmica, normalment uns 26 mV a temperatura ambient. Per a un corrent típic de 10 mA, gm ≈ 385 mS. La impedància d'entrada és el guany de corrent (β) dividit per la transconductància.